# Jacob Ba
Pour les articles homonymes, voir Ba (nom de famille).
Jacob Samba N'Gouma Ba est un footballeur international mauritanien né le 20 janvier 1984 à Saint-Louis au Sénégal. Il évoluait au poste de défenseur.

## Biographie
Jacob Ba a joué 53 matchs en Ligue 2 sous les couleurs de Tours et de Dijon. 
Il a reçu 4 sélections en équipe de Mauritanie lors de l'année 2008.

## Carrière
- La Linguère Saint-Louis
- 1999-2000 : Centre Alain Moizan
- 2000-2002 : La Linguère Saint-Louis
- 2002 : FC Martigues
- 2004-2005 : Gazélec Ajaccio
- 2005-2006 : Dijon FCO
- 2006-2007 : Tours FC
- 2007-2008 : Dijon FCO
- 2008-2009 : FC Gueugnon
- 2009-2010 : Terrassa FC
- 2010 : KAC de Kénitra
- 2010 : USE Avoine Beaumont
- 2010-2011 : Union Royale Namur
- 2011-2013 : Aurillac Foot Cantal Auvergne
- Depuis 2013  : Angoulême Charente Football Club[1],[2]